# 苏州徐悲鸿艺术馆
苏州徐悲鸿艺术馆（英語：Suzhou Xu Beihong Art Museum）是一座位于苏州吴江区的博物馆，馆长是何铮。

## 历史
2019年4月26日建成开馆，位于江苏省苏州市吴江区黎里镇南新街19号，毗邻柳亚子纪念馆。由苏州时代鸿儒艺术馆有限公司创办，徐悲鸿之子徐庆平支持下建立。建筑面积700平方米，馆内设有三个展厅，主要收藏国画大师徐悲鸿的国画、素描、信札等相关文物。

## 营业时间
- 每周二至周日：上午九点至下午四点
- 周一闭馆